# Ilhéu Rabo de Junco
O Ilhéu Rabo de Junco e um ilhéu localizado a 270 metros a norte da ilha do Sal, em Cabo Verde. O ilhéu não é habitado e encontra-se classificado como reserva natural protegida.
O seu ponto culminante atinge 18 metros de altitude. A área do ilhéu é de 0,02km², com 253 m de largura e 165 m de comprimento. A ilha é o topo de um vulcão submarino e foi uma parte da ilha do Sal.